# Kashmir

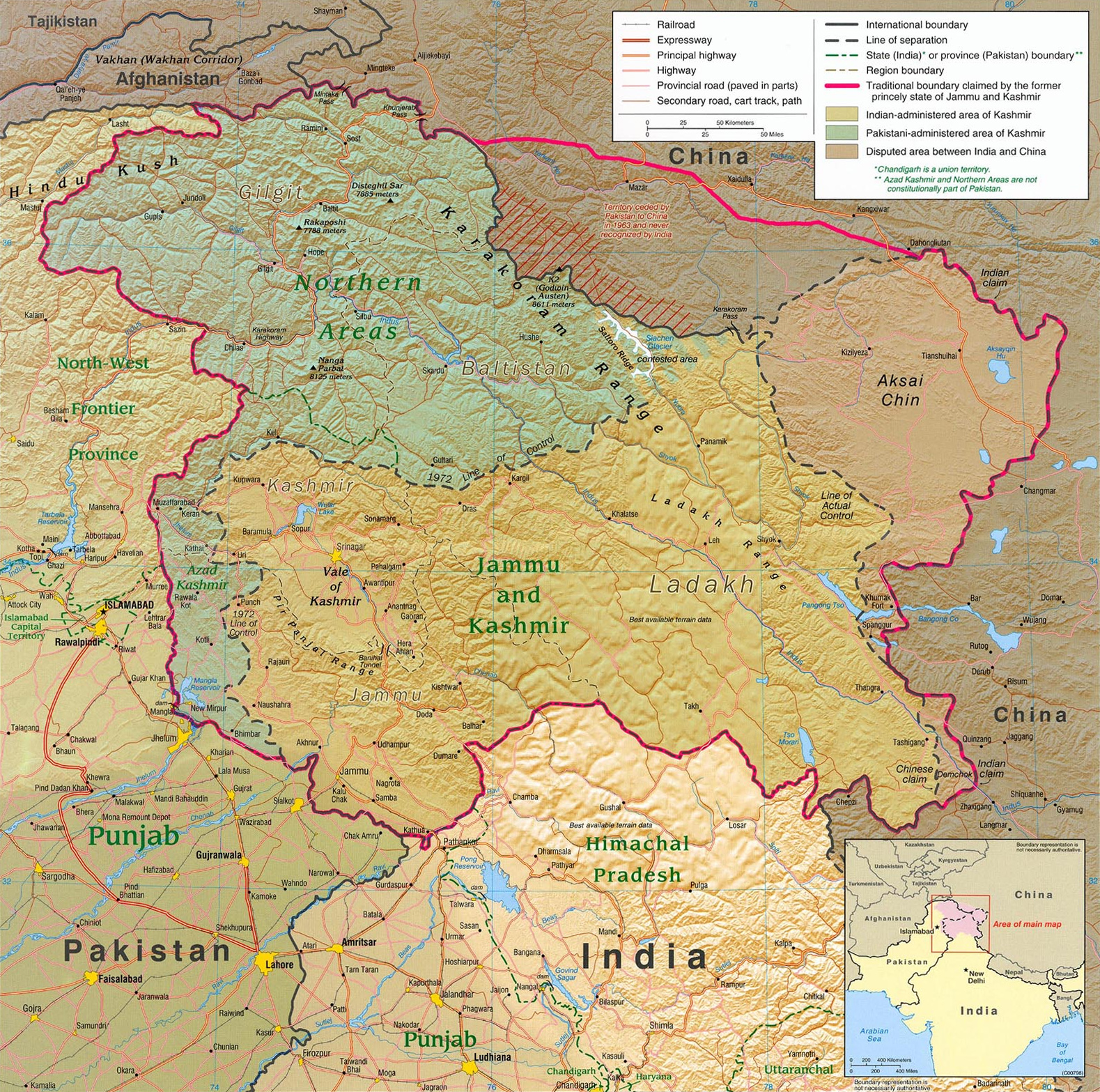
Vùng Kashmir theo ranh giới kiểm soát của Ấn Độ, Pakistan và Trung Quốc.

Kashmir (Tiếng Kashmir: کشیر / कॅशीर; Tiếng Hindi: कश्मीर; Tiếng Urdu: کشمیر; Tiếng Duy Ngô Nhĩ: كەشمىر; Tiếng Shina: کشمیر) là khu vực phía tây bắc của tiểu lục địa Ấn Độ. Cho đến giữa thế kỷ 19, thuật ngữ Kashmir dùng để chỉ thung lũng giữa dãy Himalaya lớn và dãy Pir Panjal. Ngày nay, địa danh này biểu thị một khu vực lớn hơn bao gồm các vùng được Ấn Độ quản lý như Jammu và Kashmir (trong đó bao gồm Jammu, Thung lũng Kashmir, và Khu vực Ladakh), các vùng lãnh thổ Pakistan quản lý: Azad Kashmir và Gilgit-Baltistan, và khu vực được Trung Quốc quản lý: Aksai Chin và Trans-Karakoram Tract.
Kashmir trở thành bang hoàng lớn thứ hai tại Ấn Độ thuộc Anh, được tạo ra sau sự thất bại của người Sikh ở cuộc chiến tranh Anh-Sikh lần thứ nhất. Hiệp ước Amritsar được ký kết năm 1846, người Anh chính thức hóa việc bán lại vùng Kashmir cho Gulab Singh với giá 7.500.000 rupee. Gulab Singh, đã trở thành nhà lãnh đạo mới của Kashmir. Sự cai trị của con cháu ông sau này, dưới sự giám hộ của Hoàng gia Anh, kéo dài cho đến năm 1947, sau đó Kashmir đã trở thành một lãnh thổ tranh chấp, nay do ba nước: Ấn Độ, Pakistan, và nước Cộng hòa Nhân dân Trung Hoa kiểm soát và tuyên bố chủ quyền.